# Carlsbad Caverns nationalpark

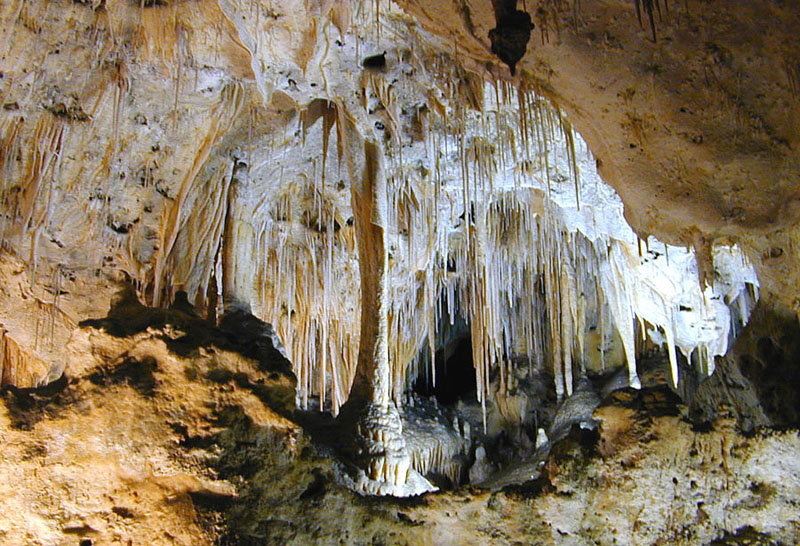

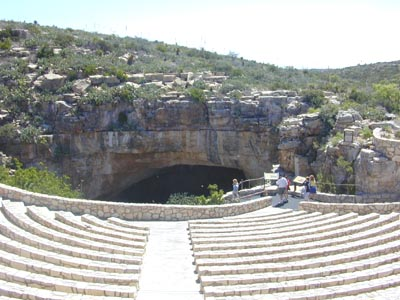
Entrén till fladdermusgrottan. Om kvällen flyger tusentals fladdermöss ut härifrån för att leta mat. Skådespelet kan ses från auditoriet framför entrén, och med en tyst publik och lite tur flyger fladdermössen rakt över åskådarna.

Carlsbad Caverns nationalpark ligger nära Carlsbad, Eddy County i sydöstra New Mexico, USA och skapades för att bevara ett stort grottkomplex och dess stora fladdermuskoloni i grottans mynning.
Parken innehåller 83 separata grottor, inklusive USA:s djupaste och tredje längsta kalkstensgrotta (487 m). Många av grottorna är lätta att besöka. Man kan ta sig ner både till fots på säkra stigar och med hiss rätt ner till ett turistcentrum.
Carlsbads Caverns blev utsedd till Världsarv 1995.
Området var för 250 miljoner år sedan en havsvik med kalksten på grunden. När havet försvann täcktes kalkklipporna av andra sediment som var upp till 1000 meter tjocka. För 10 till 20 miljoner år sedan skedde en landhöjning och syrlig grundvatten skapade hålrum i kalkstenen. Vid början av 1900-talet samlades guano (fladdermössens avföring) för att göda odlingsmark i södra Kalifornien. De flesta fladdermössen i grottorna tillhör arten Tadarida brasiliensis och antalet uppskattas till en miljon exemplar. Fladdermössen håller från oktober till april dvala.